# Rivana del Monte Alago

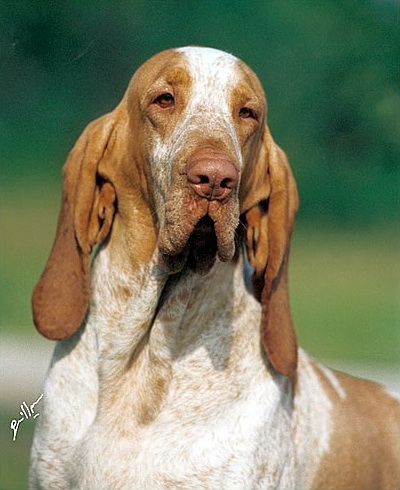
Rivana del Monte Alago

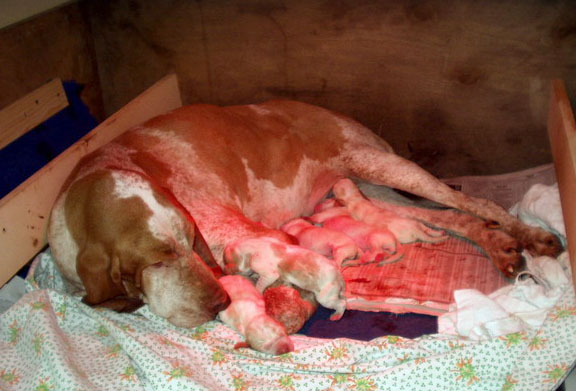
L'unica cucciolata di Rivana del Monte Alago

Rivana del Monte Alago (25 dicembre 1998 - 19 settembre 2011), di Gian Paolo Poggio (25 aprile 1945 - 20 maggio 2015), è stata un cane di razza Bracco italiano, che ha vinto tutti i trofei possibili, nel campo delle competizioni canine di bellezza, oltre che diversi trofei nelle competizioni canine di lavoro. 

## Biografia
Rivana del Monte Alago è stata un cane da caccia, di razza Bracco italiano, di manto bianco-arancio. Il bracco italiano e lo spinone italiano sono le uniche due razze canine da caccia italiane considerate e annoverate come "razze da ferma".
Ha dato alla luce solo una cucciolata. Fra i cuccioli, sono evidenti i soggetti Asia e Axel, giovani promesse nel campo della razza Bracco Italiano.

## Trofei
Nella sua carriera di competizioni, Rivana ha vinto i seguenti titoli:
- World Junior Champion 2000
- World Champion BOB 2001
- World Champion 2002
- European Champion 2002 - 2003
- Vincitrice Trofeo Cajelli 2002
- Vincitrice Trofeo Cajelli 2001 - 2002 Razze Italiane
- Campione Portoghese
- Campione Italiano
- Campione Internazionale
- Campione Lussemburghese
- Campione Francese
- Campione Svizzero
- Campione Monegasco
- Vincitrice Trofeo del Mediterraneo 2001- 2002
- Campione AlpeLago 2002
- Vincitrice Trofeo Alpe Adria 2002
- TOP DOG 2002
- Winster 2002
- Campione Lavoro
- Campione Assoluto
- Vincitrice di 18 BEST IN SHOW

## Standard morfologico
Oltre che per l'aspetto seducente e per l'accattivante dolcezza della sua espressione, Rivana si è sempre distinta per l'attitudine all'andatura di trotto con cui ha sviluppato le battute di caccia nel corso degli anni.
Di costituzione decisa e armonica con aspetto vigoroso. Arti particolarmente asciutti, muscoli salienti, linee ben definite nonché testa scolpita con evidente cesello sub-orbitale. Tutti questi sono elementi, che hanno fatto di Rivana del Monte Alago un soggetto unico al mondo, nella sua razza.